# Jeff O'Neill
Jeffrey O'Neill (* 23. února 1976 v Richmond Hill, Ontario, Kanada) je bývalý kanadský hokejový útočník.

## Hráčská kariéra

### Mládí
O'Neill vyrůstal v komunitě King City, severně od Toronta, kde v mládí hrál malý hokej za King City Kings MHA. Vyrůstal se dvěma staršími bratry, Donem a Ryanem, kteří oba hráli hokej. V roce 1990 odehrál turnaj Quebec International Pee-Wee Hockey Tournament za Richmond Hill-Vaughan Kings (Ontario Minor Hockey Association). Jako čtrnáctiletý hrál na úrovni Midget se svým bratrem Ryanem – téměř o tři roky mladším vrstevníci byli než on sám. V 15 letech podepsal smlouvu s Thornhill Thunderbirds Jr., jehož trenér Scott McLennan později prohlásil, že má schopnosti na to, aby se dostal do Ontario Hockey League. O'Neillovo číslo bylo vyřazeno v Thornhill Thunderbirds roku 2004. Svou nováčkovskou sezónu zakončil na druhém místě v Metro Junior Hockey League v kanadském bodování.
Jeff O'Neill se stal v roce 1992 první volbou juniorského draftu OHL týmem Guelph Storm, který se konal v Maple Leaf Gardens v červnu 1992. V témže roce byl jmenován nováčkem roku OHL poté, co nastřádal 79 bodů v 65 zápasech s nováčkem Guelph Storm. Jeho bodový součet 79 bodů pro 16letého hráče byl druhým nejvyšším součtem 16letého hráče od sezóny 1982-83, kdy Kirk Muller zaznamenal 112 bodů v dresu Guelph Platers. Odehrál jeden zápas v nižší seniorské soutěži American Hockey League za Springfield Falcons. Jeff O'Neill strávil celkem tři roky v OHL v týmu Storm, než v roce 1995 přestoupil do NHL k týmu Hartford Whalers, kteří jsi ho vybrali v prvním kole vstupního draftu z celkového pátého místa. V roce 1995 reprezentoval Kanadu na mistrovství světa juniorů, kde získal zlatou medaili.

### NHL
První zápas za Hartford Whalers odehrál 7. října 1995 proti New York Rangers, který skončil 2:0 pro Whalers. Ve svém třetím zápase opět proti Rangers vstřelil svůj první branku v seniorské kategorii, na začátku třetí třetiny prostřelil amerického brankáře Mike Richtera a dostal svůj tým do vedení 5:4, na branku mu asistovali čeští spoluhráči František Kučera a Robert Kron. Zápas skončil vítězstvím 7:5. V Hartford Whalers působil do roku 1997, poté následovalo přestěhování klubu do Severní Karolíny. Jeho bodová produktivita se zvýšila po příchodu do Carolina Hurricanes, v letech 2000 až 2003 vstřelil alespoň 30 gólů za sezónu, včetně kariérního maxima 41 gólů v sezóně 2000-2001. Následující rok se Hurricanes probojovali do finále Stanley Cupu. Během této série O'Neill vedl svůj tým v počtu vstřelených gólů v playoff, včetně vítězného gólu v prodloužení ve třetím zápase finále Východní konference proti svému rodnému týmu, Toronto Maple Leafs. Po vyřazení Maple Leafs postoupil jeho tým do finálové série proti Detroitu Red Wings. To se jim však nepodařilo, protože Red Wings byli velkým favoritem s několika budoucími členy Síně slávy na soupisce a vyřadili Hurricanes v 5 zápasech. Hurricanes nedokázali zopakovat svůj úspěch v další sezóně, protože se nedostali do play-off, ale O'Neill zaznamenal svou třetí 30gólovou sezónu a byl vybrán poprvé do Utkání hvězd NHL.
V červenci 2005 jeho bratr zahynul při autonehodě v Torontu, Jeff O'Neill se vyjádřil přání hrát za Toronto Maple Leafs, aby byl blíže rodině. 30. července 2005 generální manažer Caroliny Jim Rutherford vyměnil Jeffa O'Neilla do Toronto Maple Leafs za podmíněnou volbu ve vstupním draftu NHL 2006.
Znovu se spojil s bývalým trenérem Carolina Hurricanes Paulem Mauricem a na začátku sezóny 2006-2007 si užil oživení, když hrál v první formaci s Matsem Sundinem a Alexanderem Steenem, krátce byl jedním z nejlepších střelců. Navzdory tomu, že v této sezóně vstřelil 20 gólů, byl ve zbývajících zápasech kvůli nekonzistentním výkonům na lavičce. Jeho slabé výkony v kombinaci se strachem z létání  ho vedly k tomu, že na konci sezóny uvažoval o ukončení kariéry. Poté, co vynechal následující sezónu, byl pozván na tréninkový kemp 2008-09 svým bývalým týmem Carolina Hurricanes. Po tréninkovém kempu odehrál dva exhibiční zápasy za Hurricanes, ale rozhodl se ukončit kariéru ještě před oficiálním začátkem sezóny.

## Kariéra v rozhlase
Po ukončení hokejové kariéry se dal na dráhu sportovního komentátora a hokejový analytik pro The Sports Network, objevuje se také ve vysílání Toronto Maple Leafs a v programech TSN Hockey. V současné době moderuje pořad OverDrive na TSN Radio 1050 s moderátorem Bryanem Hayesem a s kolegou bývalým brankářem Jamiem McLennanem.

## Ocenění a úspěchy
- 1993 CHL - All-Rookie Tým
- 1993 OHL - První All-Rookie Tým
- 1993 OHL - Emms Family Award
- 1994 CHL - Top Draft Prospect
- 1995 CHL - Druhý All-Star Tým
- 1995 OHL - První All-Star Tým

## Prvenství
- Debut v NHL - 7. října 1995 (Hartford Whalers proti New York Rangers)
- První gól v NHL - 16. října 1995 (New York Rangers proti Hartford Whalers, americkému brankáři Mike Richter)
- První asistence v NHL - 7. listopadu 1995 (Hartford Whalers proti San Jose Sharks)
- První hattrick v NHL - 31. ledna 1997 (Mighty Ducks of Anaheim proti Hartford Whalers)

## Klubová statistika
| Sezóna       | Klub                   | Soutěž       |     | Základní část | Základní část | Základní část | Základní část | Základní část |   | Play off | Play off | Play off | Play off | Play off |
| Sezóna       | Klub                   | Soutěž       | Z   | G             | A             | B             | TM            | Z             | G | A        | B        | TM       |          |          |
| 1991–92      | Thornhill Thunderbirds | MetJHL       | 43  | 27            | 53            | 80            | 48            | —             | — | —        | —        | —        |          |          |
| 1992–93      | Guelph Storm           | OHL          | 65  | 32            | 47            | 79            | 88            | 5             | 2 | 2        | 4        | 6        |          |          |
| 1993–94      | Guelph Storm           | OHL          | 66  | 45            | 81            | 126           | 95            | 9             | 2 | 11       | 13       | 31       |          |          |
| 1994–95      | Guelph Storm           | OHL          | 57  | 43            | 81            | 124           | 56            | 14            | 8 | 18       | 26       | 34       |          |          |
| 1995–96      | Hartford Whalers       | NHL          | 65  | 8             | 19            | 27            | 40            | —             | — | —        | —        | —        |          |          |
| 1996–97      | Springfield Falcons    | AHL          | 1   | 0             | 0             | 0             | 0             | —             | — | —        | —        | —        |          |          |
| 1996–97      | Hartford Whalers       | NHL          | 72  | 14            | 16            | 30            | 40            | —             | — | —        | —        | —        |          |          |
| 1997–98      | Carolina Hurricanes    | NHL          | 74  | 19            | 20            | 39            | 67            | —             | — | —        | —        | —        |          |          |
| 1998–99      | Carolina Hurricanes    | NHL          | 75  | 16            | 15            | 31            | 66            | 6             | 0 | 1        | 1        | 0        |          |          |
| 1999–00      | Carolina Hurricanes    | NHL          | 80  | 25            | 38            | 63            | 72            | —             | — | —        | —        | —        |          |          |
| 2000–01      | Carolina Hurricanes    | NHL          | 82  | 41            | 26            | 67            | 106           | 6             | 1 | 2        | 3        | 10       |          |          |
| 2001–02      | Carolina Hurricanes    | NHL          | 76  | 31            | 33            | 64            | 63            | 22            | 8 | 5        | 13       | 27       |          |          |
| 2002–03      | Carolina Hurricanes    | NHL          | 82  | 30            | 31            | 61            | 38            | —             | — | —        | —        | —        |          |          |
| 2003–04      | Carolina Hurricanes    | NHL          | 67  | 14            | 20            | 34            | 60            | —             | — | —        | —        | —        |          |          |
| 2005–06      | Toronto Maple Leafs    | NHL          | 74  | 19            | 19            | 38            | 64            | —             | — | —        | —        | —        |          |          |
| 2006–07      | Toronto Maple Leafs    | NHL          | 74  | 20            | 22            | 42            | 54            | —             | — | —        | —        | —        |          |          |
| Celkem v NHL | Celkem v NHL           | Celkem v NHL | 821 | 237           | 259           | 496           | 670           | 34            | 9 | 8        | 17       | 37       |          |          |

## Reprezentace
| Rok                       | Tým                       | Soutěž                    | Z | G | A | B | TM |
| ------------------------- | ------------------------- | ------------------------- | - | - | - | - | -- |
| 1995                      | Kanada 20                 | MSJ                       | 7 | 2 | 4 | 6 | 2  |
| Juniorská kariéra celkově | Juniorská kariéra celkově | Juniorská kariéra celkově | 7 | 2 | 4 | 6 | 2  |